# Фіддлтаун (Каліфорнія)
Фіддлтаун (англ. Fiddletown) — переписна місцевість (CDP) в США, в окрузі Амадор штату Каліфорнія. Населення — 279 осіб (2020).

## Географія
Фіддлтаун розташований за координатами 38°30′33″ пн. ш. 120°45′38″ зх. д. / 38.50917° пн. ш. 120.76056° зх. д. (38.509116, -120.760508).  За даними Бюро перепису населення США в 2010 році переписна місцевість мала площу 12,01 км², уся площа — суходіл.

## Демографія
Згідно з переписом 2010 року, у переписній місцевості мешкало 235 осіб у 102 домогосподарствах у складі 72 родин. Густота населення становила 20 осіб/км².  Було 126 помешкань (10/км²).
Расовий склад населення:
| - 91,5 % — білих - 2,1 % — корінних американців - 0,4 % — азіатів - 3,4 % — осіб інших рас |

До двох чи більше рас належало 2,6 %. Частка іспаномовних становила 9,4 % від усіх жителів.
За віковим діапазоном населення розподілялося таким чином: 20,4 % — особи молодші 18 років, 56,2 % — особи у віці 18—64 років, 23,4 % — особи у віці 65 років та старші. Медіана віку мешканця становила 51,6 року. На 100 осіб жіночої статі у переписній місцевості припадало 95,8 чоловіків;  на 100 жінок у віці від 18 років та старших — 105,5 чоловіків також старших 18 років.
Цивільне працевлаштоване населення становило 70 осіб. Основні галузі зайнятості: мистецтво, розваги та відпочинок — 41,4 %, транспорт — 31,4 %, науковці, спеціалісти, менеджери — 18,6 %, інформація — 8,6 %.